# Božićni Ustav
Usvajanje prvoga Ustava Republike Hrvatske bio je povijesni događaj 22. prosinca 1990. Zbog donošenja pred Božić Ustav je postao poznat kao Božićni Ustav.

## 22. prosinca 1990.
Godina 1990. ostat će zabilježena u hrvatskoj povijesti kao godina donošenja prvoga Ustava neovisne Republike Hrvatske.
Sve je započelo u ljeto 1990. godine kada je Predsjedništvo Socijalističke Republike Hrvatske donijelo odluku kojom Saboru predlaže donošenje Ustava Republike Hrvatske. Odluku su na svojim sjednicama 25. i 26. srpnja 1990. podržala sva tri tadašnja saborska vijeća: Vijeće udruženog rada, Vijeće općina i Društveno-političko vijeće.
Kao ciljevi Ustava zacrtani su: određenje Hrvatske kao suverene države hrvatskoga naroda i njezinih državljana pripadnika drugih naroda i manjina, države parlamentarne demokracije, vladavine prava i tržišnog gospodarstva. Na izradi Ustava radila je potom Ustavotvorna komisija u kojoj su bili istaknuti predstavnici političkog i akademskog života. Na uključenje u Ustavotvornu komisiju poziv je primilo 229 ljudi iz svih društvenih slojeva, od kojih je 152 djelotvorno sudjelovalo u radu Komisije. Odbijenicu za sudjelovanje u radu Komisije poslalo je samo četvero ljudi: Kardinal Franjo Kuharić, nadbiskup zagrebački, Tanja Torbarina, novinarka, Predrag Matvejević, pisac i publicist te Žarko Puhovski, politolog.
U devet sati, 22. prosinca 1990. na jarbolu ispred Sabora Republike Hrvatske na Markovu trgu u Zagrebu zalepršala je nova službena zastava Republike Hrvatske: povijesna hrvatska trobojnica s grbom ili krunom od pet drevnih hrvatskih grbova.
U Saboru je bilo vrlo svečano. Bilo je malo mjesta za sve uzvanike koji su očekivali proglašenje novog hrvatskog Ustava, prvog ustava nakon slobodnih izbora i višestranačja i prvog demokratskog ustava u povijesti Hrvatske. Točno u 10 sati počela je svečanost proglašenja Ustava. 
»Donošenje Ustava Republike Hrvatske izniman je povijesni čin, stoga što ovaj Ustav označuje konačan raskid s komunističkim, jednostranačkim sustavom i zbog toga što on čini temelj u izgradnji pune nacionalno-državne suverenosti Hrvatske«
naglasio je u svečanom govoru predsjednik Republike Franjo Tuđman i nastavio: 
»...Novim Ustavom Hrvatska se ustavnopravno u potpunosti svrstava u krug suverenih europskih demokratskih država, kojima je civilizacijski i povijesno uvijek pripadala...«
Riječito o tome je govorio i sadržaj Ustava. Primjerice: 
| „ | Republika Hrvatska jedinstvena je i nedjeljiva demokratska i socijalna država... | ” |
|   |                                                                                  |   |

| „ | Vlast proizlazi iz naroda i pripada narodu kao zajednici slobodnih i ravnopravnih državljana... | ” |
|   |                                                                                                 |   |

| „ | Pripadnicima svih naroda i manjina jamči se sloboda izražavanja narodonosne pripadnosti, slobodno služenje svojim jezikom, pismom i kulturna autonomija... | ” |
|   | |   |

| „ | Čovjekova sloboda i osobnost nepovredivi su... | ” |
|   |                                                |   |

skih dvorana.]]
Prvi saziv Hrvatskoga sabora na zajedničkoj sjednici triju vijeća 22. prosinca 1990. donio je Odluku o proglašenju Ustava Republike Hrvatske čime je ispunio svoju ustavotvornu ulogu. Kako je Ustav donesen neposredno pred Božić, naziva se još i Božićnim Ustavom.
Međutim, hrvatska samosvojnost, politička nezavisnost, pluralizam, kao i druge demokratske tekovine modernog svijeta, nisu se uklapale u hegemonističke težnje beogradskog režima. Jugoslavija je bila pred konačnim, povijesnim slomom, Jugoslavenska narodna armija i suradnici Slobodana Miloševića nastojali su zaustaviti demokratske procese oružjem. U teškim godinama koje su slijedile Hrvatska je morala krvlju braniti svoju samostalnost, samosvojnost i pravo da postane moderna, punopravna članica svjetske zajednice.
Međutim, politička praksa i međunarodne okolnosti pokazale su da su u prvom hrvatskom Ustavu nužne nadopune i neka drukčija rješenja. Hrvatska je predsjednički sustav zamijenila parlametarnim i tako je postala parlamentarna demokracija. Najviše tijelo vlasti Republike Hrvatske danas se zove Hrvatski sabor.

## Poveznice
- Ustav Republike Hrvatske